# Pimpf
«Pimpf» es una canción instrumental del grupo inglés de música electrónica y rock Depeche Mode compuesta por Martin Gore, publicada en el álbum Music for the Masses de 1987.

## Composición e inspiración
«Pimpf» fue una de las organizaciones creadas por los nazis en Alemania y era una especie de academia para niños de entre 6 y 10 años de edad; cuando cumplían los 10, los jovencitos eran sometidos a un examen llamado Pimfprove que ponía a prueba sus habilidades físicas e ideológicas. Esto con el fin de crear «clones» de Adolf Hitler.
Por otro lado, lo que se canta en la canción es un estribillo que sólo dice «Ehh's Ohh's», esto es aclarado continuamente ya que hay gente que piensa que lo que se canta es "Cold - Beer" (cerveza fría), pero no es así.[cita requerida]

## Descripción
Es un verdadero ejercicio de virtuosismo, perfeccionismo y construcción de un tema sólo instrumental, sentado en la forma de pieza acústica clasicista. Si bien DM más o menos con frecuencia había incluido temas instrumentales en sus anteriores discos, «Pimpf» se distinguió por su forma completamente alejada del sonido sintético, siendo por el contrario una pieza basada en un simple piano, tocado por Alan Wilder, que primeramente se complementa con un efecto de percusión apagada, y seguidamente la característica notación grave del mismo Wilder de sólo tres teclas en ocho tempos, lo cual como en otros tantos temas del grupo lo hace sonar siniestro.
Al poco la percusión se endurece y comienza un acompañamiento coral en modo operístico, el cual en realidad hicieron los cuatro integrantes; después efectos de campana y por último un efecto sí electrónico para realzar la composición sonora general, así como un modo de órgano de iglesia de nuevo para darle una cualidad oscura.
En conjunto de sus elementos, pareciera una composición no clasicista sino más bien francamente medieval, con lo cual DM demostraba un peculiar interés por los sonidos clásicos, aspecto doblemente curioso considerando su filiación como banda de música electrónica, que a su vez después de todo pretende no ser otra cosa que música “de avanzada”. En suma, una pieza paradójica en un álbum alegada y aparentemente más accesible.

## Vídeo promocional
Pimpf se realizó en vídeo promocional, dirigido por Anton Corbijn, siendo uno de los pocos temas de DM con vídeo que no se lanzaron como disco sencillo, apenas con los posteriores Halo, Clean y One Caress, aunque junto con este último si fueron lados B, pues Pimpf aparece además en el sencillo Strangelove.
El vídeo, totalmente en blanco y negro, muestra a Martin Gore tocando el piano en un cuartucho con un letrero en español que dice “Museo Depeche Mode” en medio de un desierto de tipo americano; aunque en realidad quien grabó el piano fuera Alan Wilder. Al mismo tiempo aparecen en las rocas David Gahan, Andrew Fletcher y Wilder, quienes comienzan a hacer en distintos puntos el acompañamiento coral mientras se acercan al “museo”, lo golpean cuando están junto a él hasta que cae y Gore aparece entre los escombros levantando el incono de Music for the Masses, el megafono.
Pese a ser un vídeo muy simplista, como todos los de Corbijn, transmite una cierta idea del cinismo implícito desde el título Music for the Masses del álbum, hasta el impacto que provocó en general la colección de temas, incluyendo este extraño Pimpf. El vídeo se realizó en exclusiva para la colección Strange de 1988 y hasta el momento es el único lanzamiento oficial de DM en el que se incluye.

## En directo
El tema estuvo presente sólo durante el correspondiente Tour for the Masses, pero como el intro instrumental de cada concierto, por lo cual se interpretó durante las 101 fechas de la gira.
- Datos: Q6076027